# Gotthard Virdestam
Carl Gotthard Johannes Virdestam, född 22 april 1893 i Helsingborgs stadsförsamling, Malmöhus län, död 16 mars 1937 i Älmhults församling, Kronobergs län, var en svensk präst, personhistoriker och herdaminnesutgivare. Han var far till skådespelaren Bengt Virdestam.

## Biografi
Virdestam, vars far var folkskollärare, blev student vid Lunds universitet 1914, fil. kand. 1915 och teol. kand. 1918 samt prästvigdes samma år.. Han utnämndes 1920 till komminister i Stenbrohults pastorat i Småland med stationering i Älmhults kapellförsamling. Han är mest känd som utgivare av Växjö stifts herdaminne, band 2–8, tryckta åren 1927–1934, där han skrev levnadsteckningar över detta stifts cirka 4 600 präster från medeltiden till 1900-talets början. Detta gjorde att han 1935 blev teologie hedersdoktor vid Lunds universitet. Virdestam verkade i Carl von Linnés födelsesocken och utgav också en rad skrifter om Linné-traditionen och Linnéminnena i trakten liksom om Växjö stifts historia och kulturminnen.